# Zasavica (Republika Serbska)
Zasavica (cyr. Засавица) – wieś w Bośni i Hercegowinie, w Republice Serbskiej, w gminie Šamac. W 2013 roku liczyła 339 mieszkańców.